# پولفرو
پولفرو (به ایتالیایی: Pulfero) یک کومونه در ایتالیا است که در استان اودینه واقع شده‌است.

## خصوصیات
پولفرو ۴۸٫۱ کیلومترمربع مساحت و ۱٬۰۴۷ نفر جمعیت دارد و ۱۸۴ متر بالاتر از سطح دریا واقع شده‌است.

## نگارخانه

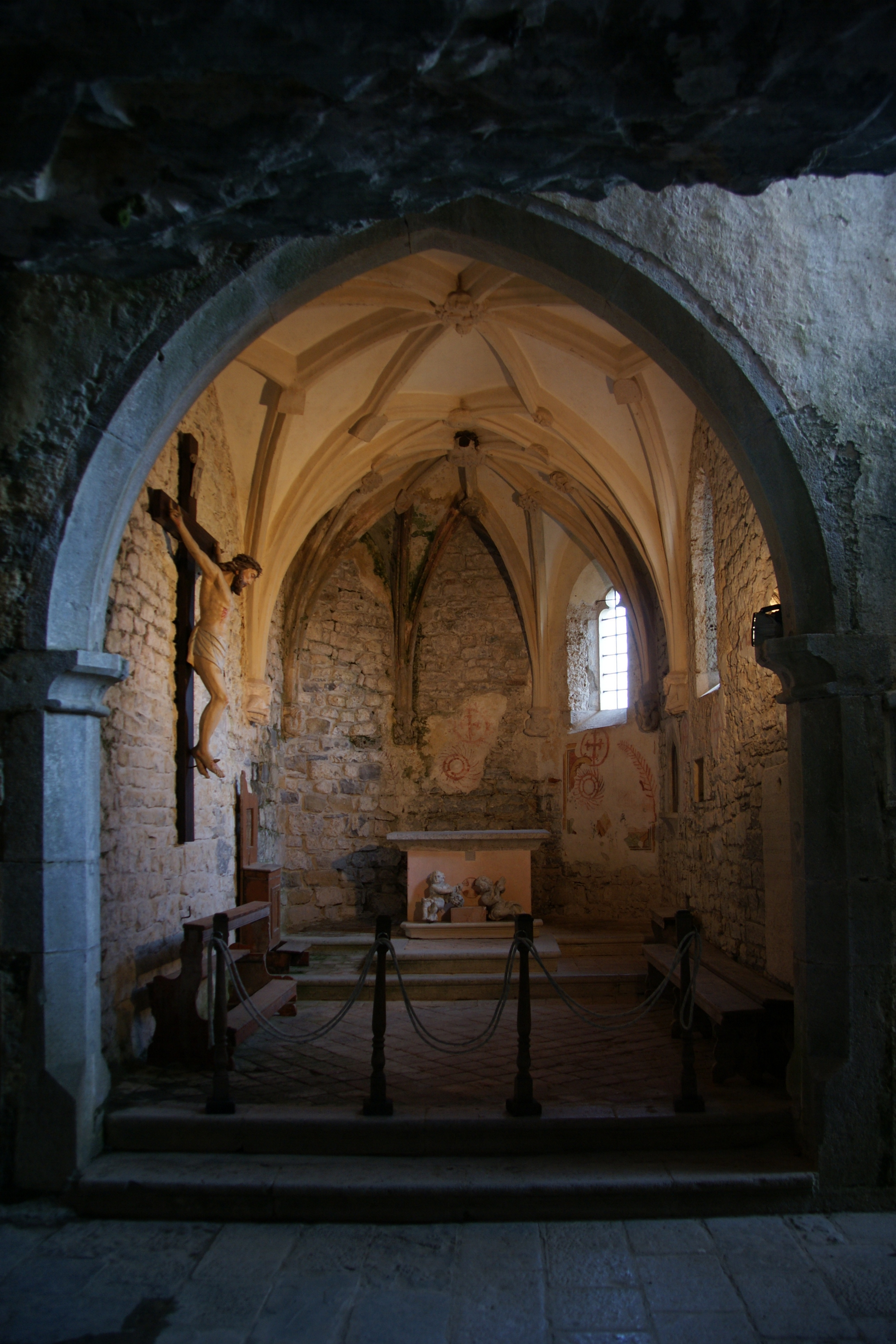
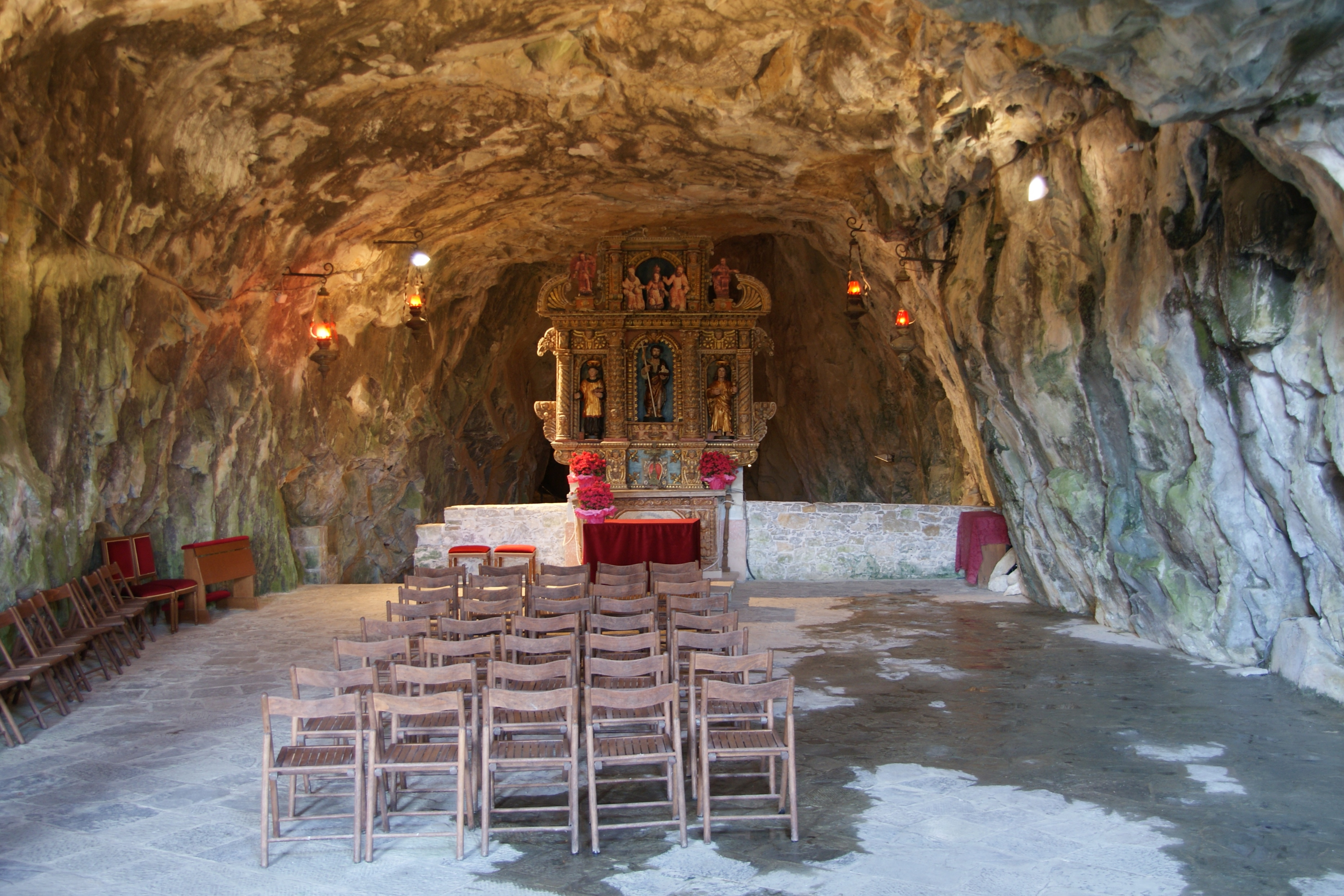
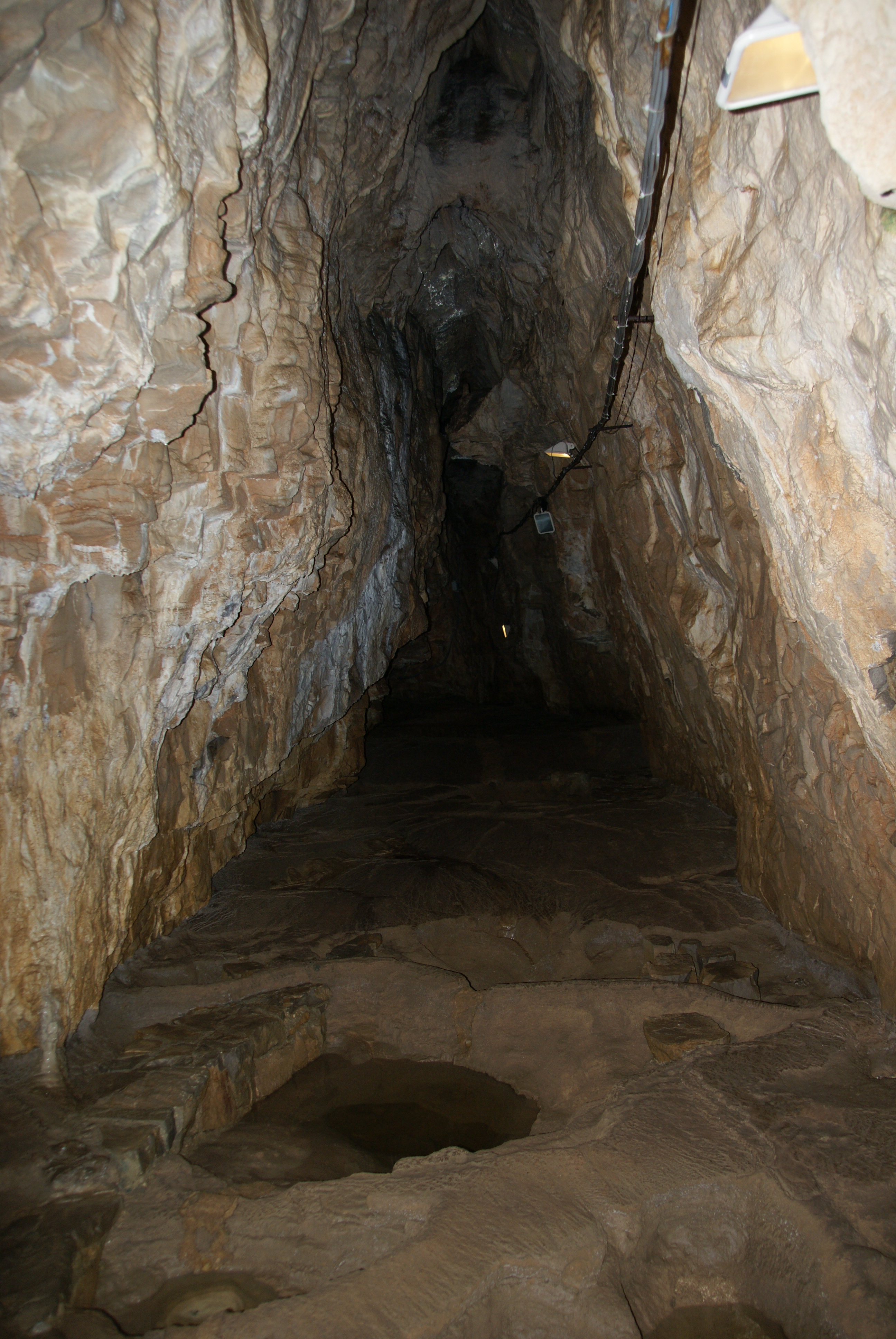
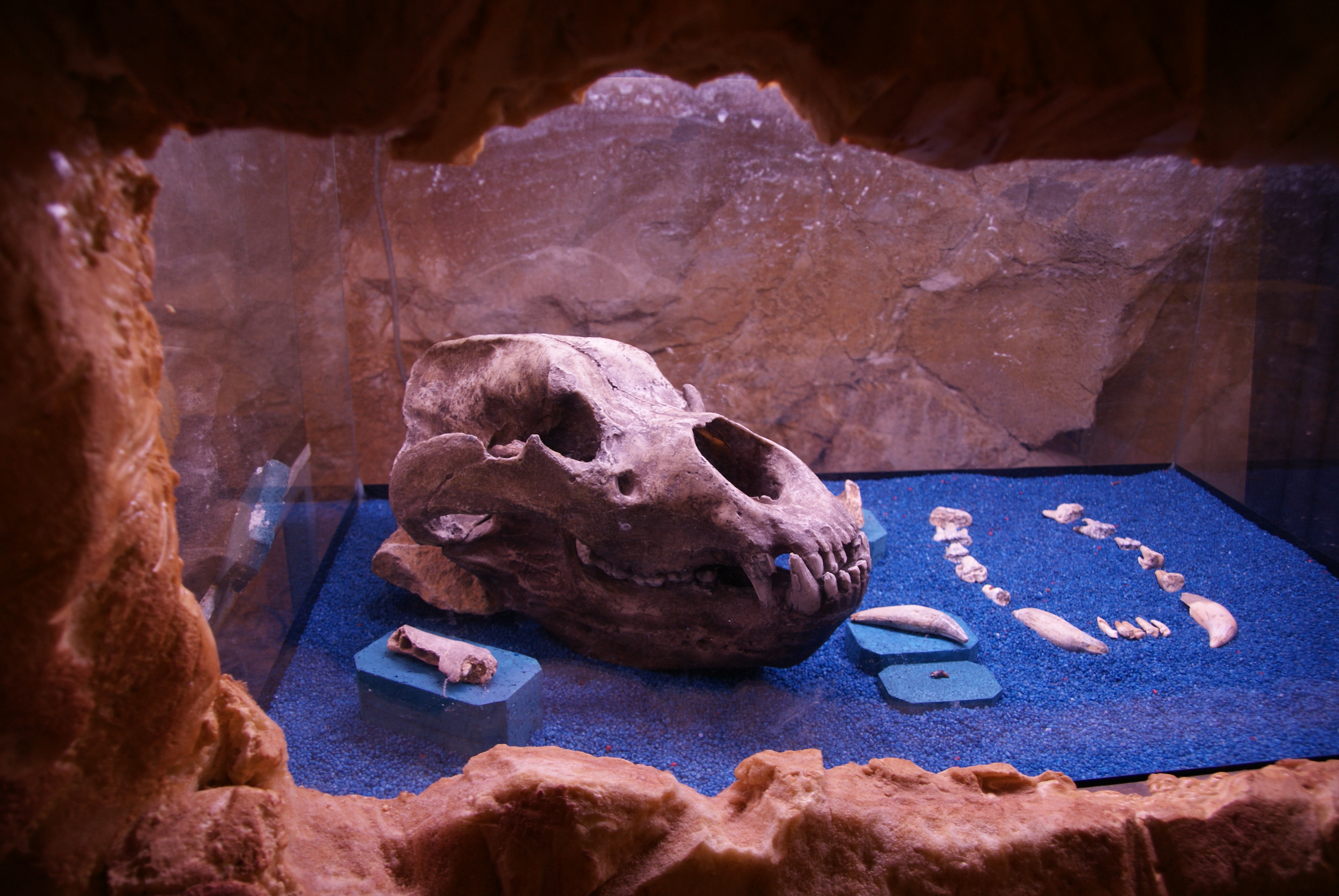